# ドタキャン・パパ
ドタキャン・パパ（原題：Carpool）は、1996年のアメリカのコメディ映画。監督はアーサー・ヒラー、出演はトム・アーノルド、デヴィッド・ペイマーほか。アメリカでの公開時には『スーパー・ダック』が同時上映された。

## あらすじ
仕事最優先の男、ダニエル・ミラーは、体調不良の妻ダイアンから2人の息子と近所の子供たちを学校まで送っていくよう頼まれ、渋々引き受ける。
一方、落ち目のサーカス経営者フランクリン・ラズロは資金難から銀行強盗を計画する。
飲食店に立ち寄ったダニエル一行。そこにはフランクリンもいたが、ニールとジェリーの強盗が突然現れ店内は騒然となる。フランクリンは成り行きで二人の現金を奪って、ダニエルと子供たちを人質にして車で逃走する羽目になる。ダニエルは狼狽えるが、子供たちはフランクリンと意気投合してしまう。
トイレを借りるためにヘアサロンに立ち寄ったり、変装して警察を避けたり、更には駐車監視員の婦人警官マーサに執拗に追いかけられてショッピングモール内でカーチェイスを繰り広げたりと、一行は不運な出来事の連続で結束を固めていく。

## キャスト
※括弧内は日本語吹替
- フランクリン・ラズロ - トム・アーノルド（田中公行）
- ダニエル・ミラー - デヴィッド・ペイマー（鈴木正勝）
- ハマーマン - ロッド・スタイガー（巌弘志）
- マーサ - リー・パールマン
- アードマン警部補 - キム・コーツ
- ケイラ - レイチェル・リー・クック
- ミラー夫人 - ステリーナ・ルジッチ
- アンドリュー・ミラー - マイキー・コヴァー
- バッキー・ミラー - ミカ・ガードナー
- トラヴィス - ジョーダン・ワーコル
- チェルシー - コリーン・レニソン
- ジェリー - ジョン・テンチ
- ニール - イアン・トレーシー
- ジェフリー - オッバ・ババタンデ
- ラズロ夫人（声） - エディ・マックラーグ / キャスリーン・フリーマン / ミリアム・フリン
- スコット・ルイス - デイヴィッド・ケイ

## プロダクション
この映画は、当時映画芸術科学アカデミー会長でもあったアーサー・ヒラーが監督した。脚本はドン・ライマーによって書かれた。

## 公開

### 興行収入
この映画は、1996年8月23日に全国の1,487の会場で劇場公開され、最初の週末に1,628,482 ドルを稼ぎ、国内の興行収入で13位にランクインした。最終的には3,325,651ドルを稼いだ。予算は1700万ドルだったので、本作はボックスオフィス・ボムの1作とみなされている。

### 批評
- この映画は批評家向けの先行上映は行われず、最小限のプロモーションしか行われなかった[5] 。Rotten Tomatoesでは、批評家支持率は23件のレビューに基づいて13%、平均評価は10点満点中2.8点となっている[7]。Metacriticでは、10件のレビューに基づいて、100点満点中15点となり「圧倒的な嫌悪」ラベルを与えられた[8]。CinemaScoreでは、AからFまでの評価でB-と評価された[9]。
- エンターテインメント・ウィークリー誌のタイ・バーは本作を「嫌うのは難しいが、好きになるのはほぼ不可能」と評し、D+の評価を下した[10]。
- バラエティ誌は「ローテクで大量のドタバタ劇を繰り広げる『ドタキャン・パパ』は、面白くはあるが雑な追跡コメディで、夏の終わりの家族でのお出かけには魅力的だろう」と評している[11]。
- ニューヨーク・タイムズ紙のジャネット・マスリンは、トム・アーノルドの演技と比較すると、脇役、特にレア・パールマンがより楽しい場面で目立つ結果になったと指摘している[12]。
- ワシントン・ポスト紙のリタ・ケンプリー記者は、人生は楽しいものであるべきだと発見するダニエルのキャラクターとは対照的に、この映画は見る人にとっても同じではないことを強調している[13]。

### 受賞
本作、『スクール・ウォーズ もうイジメは懲りごり!』、そして『ステューピッド おばかっち地球防衛大作戦』におけるトム・アーノルドの演技は、第17回ゴールデンラズベリー賞で最低男優賞を受賞した。ポーリー・ショアとのダブル受賞だった。
アーノルドは第19回スティンカーズ最悪映画賞でも最悪主演男優賞を受賞した。